# 海濱李
海濱李，也叫濱梅、濱李、海岸李、沙灘李、沙灘梅，是薔薇科李屬落葉灌木，分佈於美國東北部。其果實可以用於製作果醬、甜點等。